# Pterodon
|  | Per a altres significats, vegeu «Pterodon (planta)». |

Pterodon és un gènere extint de mamífers hienodonts de la família dels hienodòntids que visqueren al Vell Món des de l'Eocè fins al Miocè mitjà. Se n'han trobat restes fòssils a Egipte, França, Kenya, Namíbia, el Pakistan, el Regne Unit i la Xina. Eren si fa no fa de la mida d'un os. El crani, que hauria recordat el d'un gos, feia uns 24 cm de llargada. Les dents molars mancaven de metacònid, cosa que en potenciava l'aptitud per a l'hipercarnivorisme. La resta de la dentadura indica que podien tallar carn i pell i esberlar ossos sense gaire dificultat. El nom genèric Pterodon significa ‘dent d'ala’.